# Athysanella
Athysanella är ett släkte av insekter. Athysanella ingår i familjen dvärgstritar.

## Dottertaxa tillAthysanella, i alfabetisk ordning[1]
- Athysanella abdominalis
- Athysanella achena
- Athysanella acuticauda
- Athysanella adunca
- Athysanella alsa
- Athysanella andyi
- Athysanella anzana
- Athysanella aphoda
- Athysanella apicala
- Athysanella arcana
- Athysanella ardua
- Athysanella argenteolus
- Athysanella aridella
- Athysanella aspera
- Athysanella attenuata
- Athysanella balli
- Athysanella beameri
- Athysanella bidentata
- Athysanella bifida
- Athysanella biserrata
- Athysanella blanda
- Athysanella blockeri
- Athysanella callida
- Athysanella carsia
- Athysanella casa
- Athysanella castor
- Athysanella catamara
- Athysanella clavata
- Athysanella colonus
- Athysanella concava
- Athysanella contracta
- Athysanella crispa
- Athysanella cursa
- Athysanella curtipennis
- Athysanella curvata
- Athysanella dentata
- Athysanella deserta
- Athysanella dina
- Athysanella directa
- Athysanella diversa
- Athysanella dubia
- Athysanella ectopa
- Athysanella emarginata
- Athysanella excavata
- Athysanella expulsa
- Athysanella falla
- Athysanella foeda
- Athysanella fredonia
- Athysanella furculata
- Athysanella furnaca
- Athysanella galeana
- Athysanella gardenia
- Athysanella gilli
- Athysanella gisella
- Athysanella globosa
- Athysanella hamata
- Athysanella hemijona
- Athysanella hicksi
- Athysanella hyperoche
- Athysanella incerta
- Athysanella incongrua
- Athysanella itawana
- Athysanella kadokana
- Athysanella kanabana
- Athysanella kansana
- Athysanella krameri
- Athysanella laeta
- Athysanella lemhi
- Athysanella libera
- Athysanella longicauda
- Athysanella lunata
- Athysanella macleani
- Athysanella magadana
- Athysanella magdalena
- Athysanella major
- Athysanella marthae
- Athysanella maycoba
- Athysanella mexicana
- Athysanella minor
- Athysanella modesta
- Athysanella molesta
- Athysanella nacazarana
- Athysanella nata
- Athysanella nielsoni
- Athysanella nigriventralis
- Athysanella nigrofascia
- Athysanella nimbata
- Athysanella nita
- Athysanella obesa
- Athysanella obscura
- Athysanella occidentalis
- Athysanella omani
- Athysanella parca
- Athysanella pastora
- Athysanella plana
- Athysanella planata
- Athysanella playana
- Athysanella profuga
- Athysanella pycna
- Athysanella raisae
- Athysanella rata
- Athysanella recurvata
- Athysanella repulsa
- Athysanella resusca
- Athysanella reticulata
- Athysanella robusta
- Athysanella rostrata
- Athysanella rotunda
- Athysanella rubicunda
- Athysanella sagittata
- Athysanella salsa
- Athysanella secunda
- Athysanella senta
- Athysanella sinuata
- Athysanella skullana
- Athysanella sobrina
- Athysanella spatulata
- Athysanella strobila
- Athysanella stylata
- Athysanella stylosa
- Athysanella supina
- Athysanella tamara
- Athysanella tenera
- Athysanella terebrans
- Athysanella tessa
- Athysanella texana
- Athysanella triodana
- Athysanella truncata
- Athysanella turgida
- Athysanella uncinata
- Athysanella utahna
- Athysanella valla
- Athysanella vanesca
- Athysanella wardi
- Athysanella whitcombi
- Athysanella viridia
- Athysanella yumana